# Regiolis
Regiolis — современный французский электропоезд по меркам 2010-х годов. Опытный состав с двумя головными и двумя пассажирскими вагонами построен в 2010 году. Поезд имеет два уровня и предназначен для эксплуатации на наиболее загруженных участках. Планировалось, что серийное производство начнётся в 2013 году. Всего должно быть построено 166 поездов.